# Vlasina Stojkovićeva
Vlasina Stojkovićeva (izvirno srbsko Власина Стојковићева) je naselje v Srbiji, ki upravno spada pod Občino Surdulica; slednja pa je del Pčinjskega upravnega okraja.

## Demografija
V naselju, živi 204 polnoletnih prebivalcev, pri čemer je njihova povprečna starost 46,0 let (41,5 pri moških in 50,3 pri ženskah). Naselje ima 94 gospodinjstev, pri čemer je povprečno število članov na gospodinjstvo 2,68.
To naselje je, glede na rezultate popisa iz leta 2002, večinoma srbsko, a v času zadnjih treh popisov je opazno zmanjšanje števila prebivalcev.
|  |

| Demografija | Demografija     | Demografija     |
| Leto        | Št. prebivalcev | Št. prebivalcev |
| ----------- | --------------- | --------------- |
|             |                 |                 |
|             |                 |                 |
|             |                 |                 |
|             |                 |                 |
| 1948        | 1359            |                 |
| 1953        | 1279            |                 |
| 1961        | 1084            |                 |
| 1971        | 764             |                 |
| 1981        | 489             |                 |
| 1991        | 287             | 287             |
| 2002        | 253             | 252             |
|             |                 |                 |

| Etnična sestava po popisu iz leta 2002 | Etnična sestava po popisu iz leta 2002 | Etnična sestava po popisu iz leta 2002 | Etnična sestava po popisu iz leta 2002 | Etnična sestava po popisu iz leta 2002 |
| -------------------------------------- | -------------------------------------- | -------------------------------------- | -------------------------------------- | -------------------------------------- |
| Srbi                                   | Srbi                                   |                                        | 251                                    | 99,60%                                 |
| Neznano                                | Neznano                                |                                        | 1                                      | 0,39%                                  |